# André Respaut
André Respaut (Vernet, 28 de setembre del 1898 - 26 d'abril del 1973) va ser un anarquista nord-català establert a Narbona.

## Biografia
Pertanyent a una família nombrosa, començà a treballar ja de ben jove de manescal-ferrer a Corsan. El 1914, quan fou mobilitzat per la primera guerra mundial, hagué de triar de fer com el seu germà Arthur, que havia fugit a Espanya per evitar la conscripció, o allistar-se com els seus germans Jean i François, morts al front. A la fi, i per no ferir la seva mare, s'enrolà a l'exèrcit.
Acabada la contesa treballà d'horticultor amb els seus germans Arthur i Fortuné. En l'any 1920, l'André fou un dels fundadors del grup anarquista narnonès i passà a col·laborar amb l'anarquisme sud-català de la CNT. Entre 1924 i 1925 va ser membre de la Federació revolucionària del Languedoc (creada a Besiers el 19 d'octubre del 1924) i en la mateixa època col·laborà en la revista trilingüe La Revue internationale anarchiste, que publicà vuit números a París entre el novembre del 1924 i el juny del 1925. El 1933, amb el seu germà Arthur i Fortuné es va fer càrrec del bar de l'estació de Narbona. Posteriorment portaren el Cafè del Chateau d'Eau, que servia d'estatge de nombroses societats musicals de què els dos germans esdevingueren estusiastes promotors.
André es traslladà a París el 1934 per estudiar-hi filosofia amb Félicien Challaye a l'Ecole des Hautes Etudes Sociales; per Challaye, un anticolonialista i pacifista extrem, servaria tota la vida una admiració profunda. Estudià cant, i també assistí a l'escola Desbonnet d'on en sortí massatgista i professor d'educació física, professió a la que es dedicaria en el futur. Durant la guerra civil espanyola, on el seu germà Fortuné marxa voluntari a combatre el feixisme, l'André promogué la "Solidarité Internationale Antifasciste" i col·laborà a portar d'estranquis camions d'armes i altres avituallaments per a la CNT. Acabada la guerra tornà a Narbona amb la seva companya, la infermera catalana Teresa Téri Sisquella; per ordre del prefecte, però, fou internada al camp de concentració d'Argelers del 1939 al 1941.
Durant la Segona Guerra Mundial, André Respaut s'enrolà en la resistència francesa, primer repartint fulls volants i, a partir del 1942, com a informador, alhora que amb militants anarquistes d'Alès, Perpinyà i de la CNT organitzava evasions vers Espanya. Va ser arrestat per la Gestapo el 18 d'octubre del 1943. Encara que tenia un dispositiu de fuga preparat, hi renuncià per por que els alemanys no l'emprenguessin amb la seva mare. Després de ser interrogat, endebades, i torturat, el 12 de desembre del 1943 va ser enviat al camp de concentració de Buchenwald després de passar pel camp de distribució de Compiègne. La seva preparació física i mental li permeté no tan sols de sobreviure als horrors del camp, sinó de salvar de la mort alguns companys seus, un dels quals el narbonès i futur senador Émile Roux i un altre podria haver estat el futur Premi Nobel de Literatura hongarès Imre Kertesz. Alliberat el camp l'11 d'abril del 1945, a fi de mes pogué tornar a Narbona. Fou un dels fundadors de l'Associació d'expresoners i deportats a la seva ciutat, i també de la Fédération Nationale des Déportés Internés Résistants, dentitat de la qual fou molts anys president regional. Alhora, reconstruí el grup anarquista narbonès (el 1946), adherit a la Federació Anarquista, i va ser membre del grup local de la Federació comunista llibertària. També col·laborà amb la revista Universo, feta per exiliats espanyols a Tolosa de Llenguadoc (13 números de novembre del 1946 a maig del 1948).

## Obres
- Buchenwald, terre maudite.  Narbonne: Brieu-Canal, 1946.
- Sociologie fédéraliste libertaire.  Tolosa de Llenguadoc: Impr. du Sud-Ouest, 1961.